# Johannes Verburg

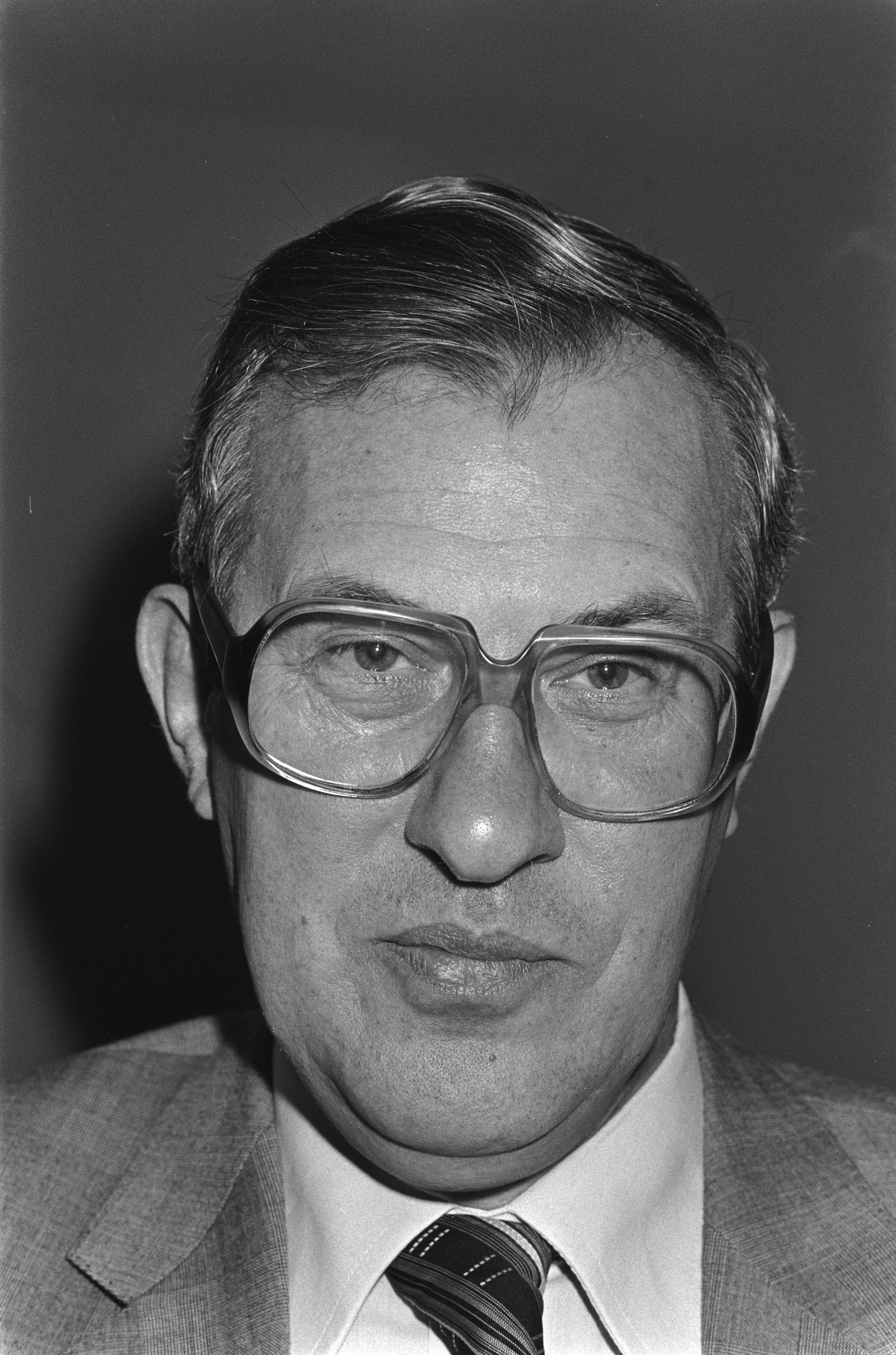
Jan Verburg in 1981

Johannes (Jan) Verburg (Leiden, 5 oktober 1924 – 22 september 2017) was een Nederlands hoogleraar belastingrecht te Leiden en advocaat-generaal bij de Hoge Raad der Nederlanden.
- Gemeinsame Normdatei: 17328132X
- International Standard Name Identifier: 0000 0003 8308 7238
- Library of Congress Control Number: n80062511
- Nederlandse Thesaurus van Auteursnamen: 069006474
- Système universitaire de documentation: 202752488
- Virtual International Authority File: 268088042
- WorldCat: E39PBJyxk7bH3t7RwbdpPwrTHC